# مرجنوواتس
مرجنوواتس (به صربی: Mrđenovac) یک منطقهٔ مسکونی در صربستان است.